# Reus Tranquil
Reus Tranquil: periódich humorístich, satírich, literari é ilustrat va ser una publicació que sortí a Reus l'any 1897.

## Història
Sorgida a recer de la botiga de ca l'Aladern, va ser una publicació del Grup modernista de Reus. El periodista i historiador reusenc Francesc Gras i Elies la considera "un modesto ensayo de unos cuantos jóvenes de corta edad". Aquests joves eren els que anaven a reunir-se a la llibreria de Josep Aladern. Com ens diu el seu germà Plàcid Vidal: "A Cosme Vidal no li sabia greu. Al contrari, estimulava aquells minyons redactors de Reus tranquil". L'humor i la sàtira de Reus Tranquil era pura innocència, igual que la seva part literària. Miquel Ventura diu: "Quasi tots els jovenets de la ratlla dels vint anys, qu'erem donats a llegir i a scriure, ens deixavem caure a cal Aladern...".
En els tres números que van sortir hi publicà Josep Aladern alguns treballs extrets d'altres publicacions. El principal redactor era Enric Rovira i Salvador, però també hi trobem escrits de Xavier Gambús, Plàcid Vidal, Joan Puig i Ferreter, Josep Sans Ferré, Ricard Clausells (que dirigí el número 2 de la revista), Joan Arbós Aleu i Josep Rossell. Generalment les col·laboracions anaven signades amb pseudònim. Va ser per alguns dels joves escriptors l'inici de la seva vocació literària. Algunes col·laboracions comporten les primeres mostres de nacionalisme radical en la premsa escrita local. Aquesta radicalització va prendre aires de lluita en l'apologia independentista de la poesia "A ma Patria", signada amb el pseudònim de F. Portafaf, on es queixa de l'opressió de la llengua i clama a favor de les llibertats catalanes.

## Aspectes tècnics
La publicació era quinzenal i s'imprimia a la Impremta de La Regional, al carrer de Jesús núm. 31. Portava il·lustracions. El número 1 és del 30 d'octubre de 1897 i el darrer, el número 3, del 27 de novembre d'aquell any.

## Localització
- L'única col·lecció coneguda es conserva a la Biblioteca Central Xavier Amorós de Reus.[6]